# هومبيرتو غيانيني
هومبيرتو غيانيني (بالإسبانية: Humberto Giannini Íñiguez)‏ هو فيلسوف تشيلي، ولد في 25 فبراير 1927 في سان برناردو في تشيلي، وتوفي في 25 نوفمبر 2014 في سانتياغو في تشيلي.